# Mnium laevinerve
Mnium laevinerve là một loài Rêu trong họ Mniaceae. Loài này được Cardot mô tả khoa học đầu tiên năm 1909.